# Зимняя Спартакиада народов СССР 1986

Эмблема спартакиады

VI зимняя Спартакиада народов СССР проходила в Красноярске 24 февраля — 11 марта 1986 года. Была посвящена XXVII съезду КПСС. Талисманом был соболёк Кеша.
Открытие и закрытие состоялись на стадионе имени Ленинского комсомола. На церемонии закрытия вступительное слово произнес член Политбюро ЦК КПСС, Председатель Президиума Верховного Совета СССР товарищ А. А. Громыко.
С этого года победителям присуждается только звание чемпиона Спартакиады, чемпионаты СССР проводятся отдельно.
Соревнования лыжников проводились на лыжном стадионе, конькобежцев — на катке «Спутник» в Дивногорске, по фигурному катанию и хоккею — во Дворце Спорта «Енисей», прыгунов с трамплина в урочище «Каштак» (в том числе на самом большом на то время трамплине в СССР — стометровом), горнолыжников — в Чимбулаке, Норильске , Абакане, Черногорске, бобслеистов — впервые в Мелеузе (Башкирская АССР, 11-16 февраля) и др.
Соревнования:

## Лыжный спорт
Победы одержали лыжники Михаил Девятьяров (на дистанциях 15 и 30 км, 1:25.51,3 сек.), Владимир Сахнов (50 км, 2:23.56,6), Антонина Ордина (Калининская область, 5, 10, 30 км), Н. Королевa (Московская обл.) (20 км за 1:03.40,4 сек.), команда Казахстана (С. Тишков, Л. Турчин. Владимир Сахнов, Владимир Смирнов, 1:51.37,2 сек.), в двоеборье - Аллар Леванди (Эстонская ССР) и др.

## Конькобежный спорт
Победы одержали конькобежцы Сергей Фокичев (Москва, 500 м, результат 37,55 сек.), Игорь Железовский (Минск, 1000 м, 1500 м, 1 мин. 16,39 сек. и 1.59,12 соотв.), Дмитрий Бочкарев (Ленинград, «Труд» ,5000 м, 7.07,83), Андрей Ермолин (Челябинская область, «Спартак», 10000 м, 14.50,93), Наталья Артамонова (Москва, «Динамо», четырежды на дистанциях 500, 1000, 1500, 3000 м, 41,89, 1.23,23, 2.08,58 и 4.30,79 соотв.), Надежда Васильева (Свердловская область, 5000 м, 7.55,18), 

## Хоккей
Лучшими стали: команда Свердловской области, победившая в финале команду Казахстана 8:3(хоккей с мячом), Белорусской ССР (хоккей)

## Фигурное катание
Первые места заняли фигуристы Майя Усова — Александр Жулин (спортивные танцы), пара Елена Квитченко — Рашид Кадыркаев (Ленинград, Профсоюзы), Виталий Егоров (Харьков, Профсоюзы), Лариса Замотина (Свердловск, Профсоюзы), 

## Биатлон
Выиграли биатлонист Александр Попов (гонки на 10 и 20 км), команда Украинской ССР (эстафета 4х5 км)

## Прыжки с трамплина
Лучшим на 90-метровом трамплине стал Валерий Каретников, на 70-метровом - Павел Кустов 203,1 очка (прыжки на 94,5 и 82 м). Командные соревнования на 90-метровом трамплине выиграли спортсмены Горьковской области (Евгений Вашурин, Вадим Захаров, Андрей Уханев, Валерий Каретников и Павел Кустов)- 833,68 очка. 

## Санный спорт
Лучшими стали Евгений Белоусов — Александр Беляков (2-местные сани), Ирина Кусакина (Ленинград (одноместные сани), 

## Горнолыжный спорт
Первыми стали: в скоростном спуске Гульнур Постникова 1.37,10 сек., Владимир Макеев - 1.47,34. В двоеборье по сумме скоростного спуска и специального слалома - Ольга Курадченко (Пермская область).
Победу в командном зачете одержала команда Москвы (первенствовала также в командном зачете в лыжных гонках, санном спорте, фигурном катании). В биатлоне и хоккее с мячом первенствовала команда Свердловской области, в прыжках с трамплина — Горьковской области